# Ludwig Friedrich Hans Christoph von Borstell
Ludwig Friedrich Hans Christoph von Borstell (* 20. November 1759 auf Groß Schwarzlosen (Kreis Stendal); † 13. Mai 1846 in Berlin) war ein königlich preußischer Generalmajor und zuletzt Landwehrführer im Korps Hirschfeld.

## Herkunft
Seine Eltern waren Friedrich Wilhelm Ludwig Heinrich von Borstell (* 3. November 1732; † 10. Oktober 1801) und dessen Ehefrau Anna Maria von Pieverling (* 25. August 1733; † 1. Februar 1769). Sein Vater war preußischer Oberstleutnant a. D. und Herr auf Groß-Schwarzlosen.

## Leben
Er kam am 27. September 1770 auf die Ritterakademie in Brandenburg. Im Jahr 1774 kam er als Gefreitenkorporal in das Infanterie-Regiment Nr. 18. Im Bayrischen Erbfolgekrieg kämpfte er in den Gefechten bei Burkersdorf und Neustadt. Am 1. Juli 1779 wurde er Fähnrich, am 9. Februar 1783 Seconde-Lieutenant. 1789 schrieb er einen bemerkenswerten Aufsatz über den Einsatz von Schützen bei den Infanterie-Regimentern. Am 29. Dezember 1789 erhielt er den Dank des Königs Friedrich Wilhelm II. und schon am 31. Mai 1790 wurde er in das Oberkriegskollegium versetzt, dafür bekam er ein Gehalt von 800 Talern. Am 12. Dezember 1793 kam er als Hauptmann und Kompaniechef in das Infanterie-Regiment Nr. 48. 1793/94 kämpfte er im Ersten Koalitionskrieg in der Schlacht bei Kaiserslautern sowie den Gefechten bei Trippstadt und Moorlautern. Am 2. März 1794 wurde er zum Major befördert. Am 18. Mai 1804 wurde er in das Infanterie-Regiment Nr. 10 versetzt, dort wurde er Kommandeur eines Grenadier-Bataillons 10/41. Es wurde aus den Grenadier-Kompanien der Regimenter Nr. 10 und Nr. 41 zusammengestellt. Dazu wurde er am 19. Juni 1805 zum Oberst befördert.
Im Vierten Koalitionskrieg kämpfte er in der Schlacht bei Jena. Ab dem 28. August 1807 wurde mit halben Gehalt inaktiv gestellt (ab dem 1. August 1807), es wurde ihm aber eine baldige Wiedereinstellung zugesichert. Ein Nachfrage vom 17. April 1809 war negativ, am 14. Mai 1810 wurde er zur Anstellung bei der Gendarmerie notiert. Aber am 5. Mai 1813 kam er als Brigadier der Landwehr in das Korps Hirschfeld. Während der Befreiungskriege kämpfte er in der Schlacht bei Hagelberg sowie bei den Belagerungen von Wittenberg und Magdeburg. Für Hagelsberg (Lübnitz) erhielt er am 24. September 1813 das Eiserne Kreuz 2. Klasse. Am 2. April 1815 erhielt er seinen Abschied mit 800 Talern Pension und am 6. April 1815 noch den Charakter eines Generalmajors. Er starb am 13. Mai 1846 in Berlin und wurde am 17. Mai 1846 auf dem Garnisonfriedhof beigesetzt.

## Familie
Er heiratete am 27. Februar 1790 in Potsdam Maria Elisabeth Charlotte Bader (* 1764; † 27. Februar 1819). Das Paar hatte mehrere Kinder:
- Ludowika Friederike Margarethe Charlotte (* 22. November 1783; † 28. März 1866)
- Ludwig Friedrich Hans Wilhelm (* 28. Juli 1787; † 31. Juli 1839), Oberst und Kommandant der Festung Silberberg, Träger des Pour le Mérite und des Eisernen Kreuzes 1. Klasse